# Haus Dorneburg

Haus Dorneburg um die Wende des 19./20. Jahrhunderts

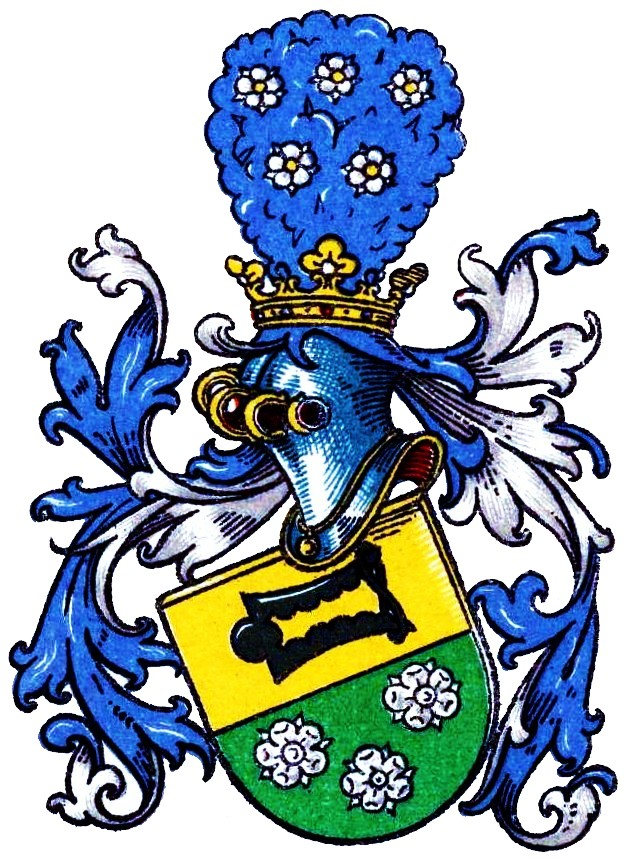
Wappen derer von Dorneburg

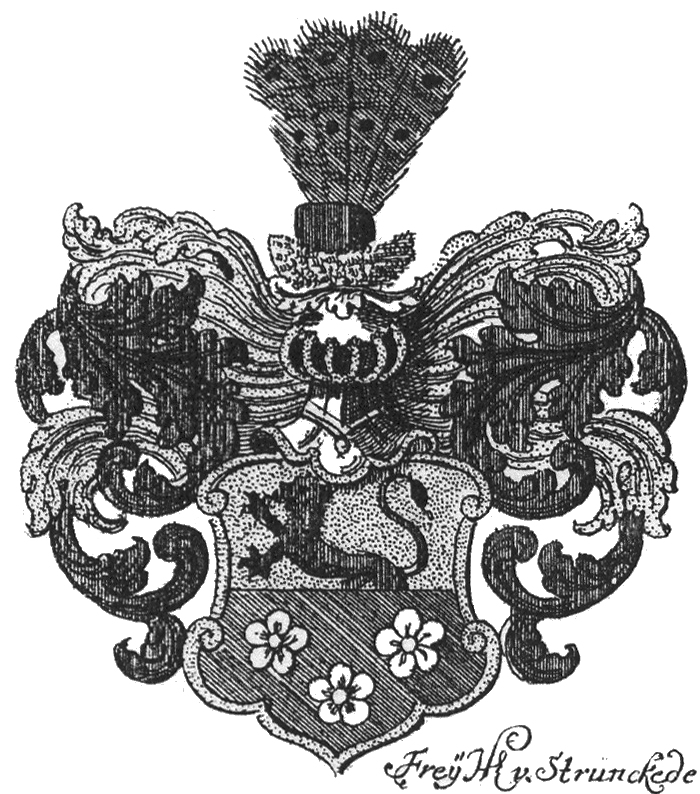
Wappen derer von Strünkede

Das ehemalige Rittergut Haus Dorneburg, kurz auch nur Dorneburg genannt, war eine Wasserburg am Dorneburger Bach mit großen Besitzungen im Herner Stadtteil Eickel und benachbarten Bauerschaften.

## Geschichte
1243 wurde ein Conrad von der Dorneburg genannt von Aschebrock, erstmals erwähnt. Diese Familie verzweigte sich in mehreren Nebenlinien (zur Malenburg, zu Nosthausen) und vererbte ihren Stammsitz über die Familie von Brüggeney genannt Hasenkamp um 1500 an die Familie von Loë, die mit ihrer Nebenlinie von Loë zur Dorneburg bis 1669 im Besitz der Herrschaft blieb.
In diesem Jahr vermählte sich Elisabeth Klara von Loë mit Conrad von und zu Strünkede (geboren am 30. August 1645; gestorben am 20. Mai 1707 in Hamm) von Haus Strünkede bei Herne. Nach dem frühen Tod seiner ersten Frau heiratete von Strünkede die Gräfin Sophie von Schwerin.
Als Folge einer Überschwemmung des Rheins bei Mehrum hatte Konrad umfänglich Land verloren, da der preußische Kurfürst das neue Flussbett erhalten wollte. Da eine Entschädigungsverhandlung trotz des Angebots von 16.000 Talern scheiterte, übertrug Friedrich III. von Strünkede am 6. März 1690 die Zivil- und Kriminaljurisdiktion über das „Gericht Eickel“, zu dem u. a. Dorneburg, das Dorf Eickel, Holsterhausen, Röhlinghausen und Bickern gehörten. Conrad gilt, nach Hegler in seiner Funktion als Clevischer und Märkischer Geheimer Regierungsrat, Kämmerer und Droste der Ämter Bockum und Castrop, als der bedeutendste Besitzer von Haus Dorneburg. Seine Nachfolge trat der vierte Sohn Karl von Strünkede (1697–1770) an. Er und seine Ehefrau, wurden nicht mehr in Herne beigesetzt. In den 1740er Jahren geriet die Dorneburg in Konkurs. Bei einem Versteigerungstermin blieb 1745 Friedrich Heinrich von Kuczinsky (auch Kuschinsky) letztbietender. Er starb, ohne Nachkommen zu hinterlassen, so dass sein Neffe, der aus Danzig stammende Hauptmann August Friedrich von Kuczinsky das Anwesen erbte. Ihm folgte durch Einheirat der spätere Landrat des Kreises Bochum, Moritz von Untzer.
Im Jahr 1844 brannte das alte Schloss nieder. Das Hauptgebäude, sowie die Wirtschaftsgebäude mit Mühle wurden im Stil des Klassizismus unter Wiederverwendung des barocken Portals des zum Haus Dorneburg gehörigen Haus Gosewinkel neu aufgeführt. Moritz von Untzer übertrug das Anwesen auf seine Söhne, den Geheimen Justizrat Gustav von Untzer (1798–1862) und den Major Karl von Untzer. Nachdem der unverheiratet gebliebene Karl 1866 gestorben war, und, in Ermangelung direkter Erben, wurde das gesamte Anwesen, bestehend aus dem Herrenhaus, Ökonomiegebäuden und der Mühle sowie noch etwa 40 bis 50 Morgen Land zum Verkauf angesetzt, wobei der Wanner Landwirt Heinrich Riemann ankaufte. 1868 erlosch die Landtagsfähigkeit des Gutes. Später gelangte das Areal an die Hibernia AG. 
Bis zu seiner Zerstörung in den Jahren 1942/1943, während des Zweiten Weltkriegs, als Folge der Luftangriffe der Alliierten diente der ehemalige Adelssitz zeitweise als Gaststätte, Wohnhaus und Gefangenenlager. Die überkommenen Baureste wurden nach Kriegsende in den Jahren 1951 bis 1955 abgetragen und auf dem Areal eine moderne Siedlung errichtet. Die Straße „Auf der Dorneburg“ weist auf die ursprüngliche Lage hin.

## Persönlichkeiten
- Karl von Strünkede (1697–1770), Kammerherr, Geheimer Regierungsrat und Domherr
- Moritz von Untzer (1765 bis nach 1820), erster Landrat des Kreises Bochum